# Francesco Antonazzi
Francesco Antonazzi, detto Checco (Morlupo, 6 maggio 1924 – Roma, 25 febbraio 1995), è stato un dirigente sportivo, allenatore di calcio e calciatore italiano, di ruolo difensore.

## Carriera

### Giocatore

#### Club

In questa Lazio (stagione 1952-53), Francesco Antonazzi è il penultimo in basso da sinistra.

Terzino e bandiera della Lazio nel periodo del secondo dopoguerra, disputa undici campionati con la maglia biancoceleste, nove dei quali da titolare. Cresciuto nel settore giovanile laziale, dopo una stagione in prestito al Trastevere, fa il suo esordio nell'incontro Pescara-Lazio (2-2) del 6 gennaio 1946. Con la Lazio gioca in totale 253 partite (tutte in Serie A) che lo pongono al nono posto nella classifica delle presenze in campionato di tutti i tempi, Chiude la sua carriera giocando, nella stagione 1956-57 in IV Serie, con il Società Sportiva Chinotto Neri di Walter Crociani e collezionando 33 presenze.

#### Nazionale
In Nazionale viene convocato per due partite della selezione B, tra cui il 5-0 rifilato all'Inghilterra nel 1949 a Milano. Nel 1948 fece parte della spedizione italiana alle Olimpiade di Londra.

### Allenatore
Una volta finita la sua carriera da calciatore, Antonazzi intraprese quella da allenatore ed iniziò guidando le squadre giovanili della Lazio, per poi essere il vice del tecnico argentino Juan Carlos Lorenzo sulla panchina della prima squadra nella stagione 1963-64. Nel 1971 approda alla Romulea, formazione che allenerà per due annate. 

### Dirigente
Oltre alla carriera di allenatore, Antonazzi ricoprì anche ruoli dirigenziali, e lo fece proprio alla Lazio, dove negli anni '80 fu responsabile tecnico ed organizzativo del settore giovanile biancoceleste.

## Statistiche

### Presenze e reti nei club
| Stagione        | Squadra         | Campionato      | Campionato | Campionato | Coppe nazionali | Coppe nazionali | Coppe nazionali | Coppe continentali | Coppe continentali | Coppe continentali | Altre coppe | Altre coppe | Altre coppe | Totale | Totale |
| Stagione        | Squadra         | Comp            | Pres       | Reti       | Comp            | Pres            | Reti            | Comp               | Pres               | Reti               | Comp        | Pres        | Reti        | Pres   | Reti   |
| --------------- | --------------- | --------------- | ---------- | ---------- | --------------- | --------------- | --------------- | ------------------ | ------------------ | ------------------ | ----------- | ----------- | ----------- | ------ | ------ |
| 1945-1946       | Lazio           | DN              | 2          | 0          | -               | -               | -               | -                  | -                  | -                  | -           | -           | -           | 2      | 0      |
| 1946-1947       | Lazio           | A               | 27         | 0          | -               | -               | -               | -                  | -                  | -                  | -           | -           | -           | 27     | 0      |
| 1947-1948       | Lazio           | A               | 21         | 0          | -               | -               | -               | -                  | -                  | -                  | -           | -           | -           | 21     | 0      |
| 1948-1949       | Lazio           | A               | 28         | 0          | -               | -               | -               | -                  | -                  | -                  | -           | -           | -           | 28     | 0      |
| 1949-1950       | Lazio           | A               | 33         | 0          | -               | -               | -               | -                  | -                  | -                  | -           | -           | -           | 33     | 0      |
| 1950-1951       | Lazio           | A               | 31         | 0          | -               | -               | -               | -                  | -                  | -                  | -           | -           | -           | 31     | 0      |
| 1951-1952       | Lazio           | A               | 29         | 0          | -               | -               | -               | -                  | -                  | -                  | -           | -           | -           | 29     | 0      |
| 1952-1953       | Lazio           | A               | 20         | 1          | -               | -               | -               | -                  | -                  | -                  | -           | -           | -           | 20     | 1      |
| 1953-1954       | Lazio           | A               | 33         | 0          | -               | -               | -               | -                  | -                  | -                  | -           | -           | -           | 33     | 0      |
| 1954-1955       | Lazio           | A               | 24         | 0          | -               | -               | -               | -                  | -                  | -                  | -           | -           | -           | 24     | 0      |
| 1955-1956       | Lazio           | A               | 4          | 0          | -               | -               | -               | -                  | -                  | -                  | -           | -           | -           | 4      | 0      |
| Totale Lazio    | Totale Lazio    | Totale Lazio    | 252        | 1          |                 | -               | -               |                    | -                  | -                  |             | -           | -           | 252    | 1      |
| 1956-1957       | Chinotto Neri   | 4S              | 33         | 0          | -               | -               | -               | -                  | -                  | -                  | -           | -           | -           | 33     | 0      |
| Totale carriera | Totale carriera | Totale carriera | 285+       | 1+         |                 | -               | -               |                    | -                  | -                  |             | -           | -           | 285+   | 1+     |